# Rachel Steer
Rachel Steer (Anchorage, 25 januari 1978) is een voormalig biatlete uit de Verenigde Staten. Ze vertegenwoordigde haar vaderland op de Olympische Winterspelen 2002 in Salt Lake City en de Olympische Winterspelen 2006 in Turijn.

## Resultaten

### Olympische Winterspelen
| Jaar | Plaats         | Onderdeel   | Onderdeel | Onderdeel     | Onderdeel  | Onderdeel | Onderdeel          |
| Jaar | Plaats         | Individueel | Sprint    | Achtervolging | Massastart | Estafette | Gemengde estafette |
| ---- | -------------- | ----------- | --------- | ------------- | ---------- | --------- | ------------------ |
| 2002 | Salt Lake City | 31e         | 60e       | gelapt        |            | 15e       |                    |
| 2006 | Turijn         | 41e         | 35e       | 39e           | –          | 15e       |                    |

### Wereldkampioenschappen
| Jaar | Plaats            | Onderdeel                               | Onderdeel                               | Onderdeel                               | Onderdeel                               | Onderdeel                               | Onderdeel          |
| Jaar | Plaats            | Individueel                             | Sprint                                  | Achtervolging                           | Massastart                              | Estafette                               | Gemengde estafette |
| ---- | ----------------- | --------------------------------------- | --------------------------------------- | --------------------------------------- | --------------------------------------- | --------------------------------------- | ------------------ |
| 1998 | Pokljuka          |                                         |                                         | 25e                                     |                                         |                                         |                    |
| 1999 | Kontiolahti       | 29e                                     | 48e                                     | 40e                                     | –                                       | 12e                                     |                    |
| 2000 | Oslo Holmenkollen | 34e                                     | 50e                                     | gelapt                                  | –                                       | gelapt                                  |                    |
| 2001 | Pokljuka          | 71e                                     | 27e                                     | 23e                                     | –                                       | –                                       |                    |
| 2002 | Oslo Holmenkollen | Niet gehouden vanwege Olympische Spelen | Niet gehouden vanwege Olympische Spelen | Niet gehouden vanwege Olympische Spelen | –                                       |                                         |                    |
| 2003 | Chanty-Mansiejsk  | 59e                                     | 51e                                     | 44e                                     | –                                       | DNF                                     |                    |
| 2004 | Oberhof           | 62e                                     | 20e                                     | 34e                                     | –                                       | 14e                                     |                    |
| 2005 | Hochfilzen        | 60e                                     | 23e                                     | 17e                                     | 20e                                     | 16e                                     | DNS                |
| 2006 | Pokljuka          | Niet gehouden vanwege Olympische Spelen | Niet gehouden vanwege Olympische Spelen | Niet gehouden vanwege Olympische Spelen | Niet gehouden vanwege Olympische Spelen | Niet gehouden vanwege Olympische Spelen | 18e                |

### Wereldkampioenschappen junioren
| Jaar | Plaats     | Onderdeel   | Onderdeel | Onderdeel     | Onderdeel |
| Jaar | Plaats     | Individueel | Sprint    | Achtervolging | Estafette |
| ---- | ---------- | ----------- | --------- | ------------- | --------- |
| 1998 | Valcartier | 10e         | 19e       |               |           |

### Wereldbeker
Eindklasseringen
| Seizoen   | Algemeen | Individueel | Sprint | Achtervolging | Massastart |
| --------- | -------- | ----------- | ------ | ------------- | ---------- |
| 1997/1998 | 78e      |             | 69e    | 43e           |            |
| 1999/2000 | 65e      |             |        |               |            |
| 2000/2001 | 65e      |             | 62e    | 50e           |            |
| 2001/2002 | 76e      | 55e         |        | 73e           |            |
| 2002/2003 | 65e      | 49e         | 61e    |               |            |
| 2003/2004 | 36e      |             | 33e    | 31e           | 36e        |
| 2004/2005 | 36e      | 43e         | 40e    | 36e           | 27e        |